# Agylla megasema
Agylla megasema là một loài bướm đêm thuộc phân họ Arctiinae, họ Erebidae.